# Gimme! Gimme! Gimme! (A Man After Midnight)
Gimme! Gimme! Gimme! (A Man After Midnight)《給我！給我！給我！（午夜後的真命天子）》是瑞典錄音團體ABBA的歌曲。這首迪斯科歌曲最初於1979年8月錄製，用於宣傳樂團在北美和歐洲的巡迴演唱會。它於1979年10月12日作為他們第二張精選輯《Greatest Hits Vol. 2》中的唯一單曲發行。
阿格妮莎·福斯克格（Agnetha Fältskog）擔任了這首歌的主唱。 儘管這首歌並非為其錄製，但歌曲仍被收錄在樂團第六張錄音室專輯《Voulez-Vous》的再版中。這首歌曲後來成為ABBA的代表性熱門歌曲之一，在比利時、丹麥、芬蘭、愛爾蘭和日本的國際排行榜上名列前茅，並在歐洲多個國家和澳大利亞進入前十名。並在接下來的數十年來被多次翻唱。

## 製作人員
- 阿格妮莎·福斯克格 – 主唱與和聲
- 安妮-弗瑞德·林斯塔德 – 和聲
- 比約恩·烏爾法斯 – 電吉他、和聲
- 班尼·安德森 – 鍵盤、合成器、和聲
- 奧拉·布蘭克特 – 鼓
- 魯特格·古納爾森 – 貝斯、弦樂編曲
- 拉塞·韋蘭德 – 吉他
- 奧克·桑德奎斯特 – 打擊樂器
- 安德斯·達爾、貢納爾·米科爾斯 – 小提琴
- 霍爾多·帕爾森、拉斯·O·卡爾森 – 次中音薩克斯風
- 克里斯特·丹尼爾森 – 低音長號

## 中文翻唱
《恼人的秋风》是該曲目在1970-80年代流行的華語翻唱，其词则由台湾作词家孙仪填写。首先由台湾歌手高凌风唱红台湾，后来由台湾歌手费翔翻唱。

### 粵語版本
寄調自該曲目的粵語歌則有张德兰的《心向上》，以及陈百强曾在1982年香港小姐競選準決賽其中一個環節中唱出一段段介紹各候選佳麗的改詞版本。